# 브릭 커뮤니티 스타디움
더 브릭 커뮤니티 스타디움(The Brick Community Stadium)은 잉글랜드에 있는 다목적 스포츠 경기장이다. 영국의 서북부 그레이터맨체스터주에 있는 도시 위건에 있으며 수용인원은 25,138명이다.
개장 당시에는 위건 애슬레틱 FC의 스폰서인 피트니스 그룹 JJB 스포츠의 이름을 따서 JJB 스타디움(JJB Stadium)이라는 이름으로 불렸으나, 2009년 JJB 스포츠를 인수한 데이브 웰런의 이름을 딴 DW 스타디움으로 바뀌었다. 2024년 5월 13일에 지역 자선단체와의 파트너십을 나타내는 현재의 이름을 사용하고 있다.